# Tropidion kjellanderi
Tropidion kjellanderi là một loài bọ cánh cứng trong họ Cerambycidae.